# 貝思納爾綠地
貝思納爾綠地（英語：Bethnal Green）是英國倫敦的一個地區，在行政區劃上屬於哈姆雷特塔倫敦自治市。貝思納爾綠地位於查令十字東北3.3英里（5.3）處，在歷史上曾屬於米德塞克斯郡。